# Tauplitzalm
Tauplitzalm – płaskowyż w regionie Salzkammergut położony na wysokości od 1600 m do 2000 m n.p.m. w paśmie górskim Totes Gebirge. Leży w powiecie Liezen w kraju związkowym Styria. Na płaskowyż prowadzi wyciąg krzesełkowy z Tauplitz. Tauplitzalm jest także połączone drogą Tauplitzalm Alpenstraße z Bad Mitterndorf.

## Jeziora na Tauplitzalm

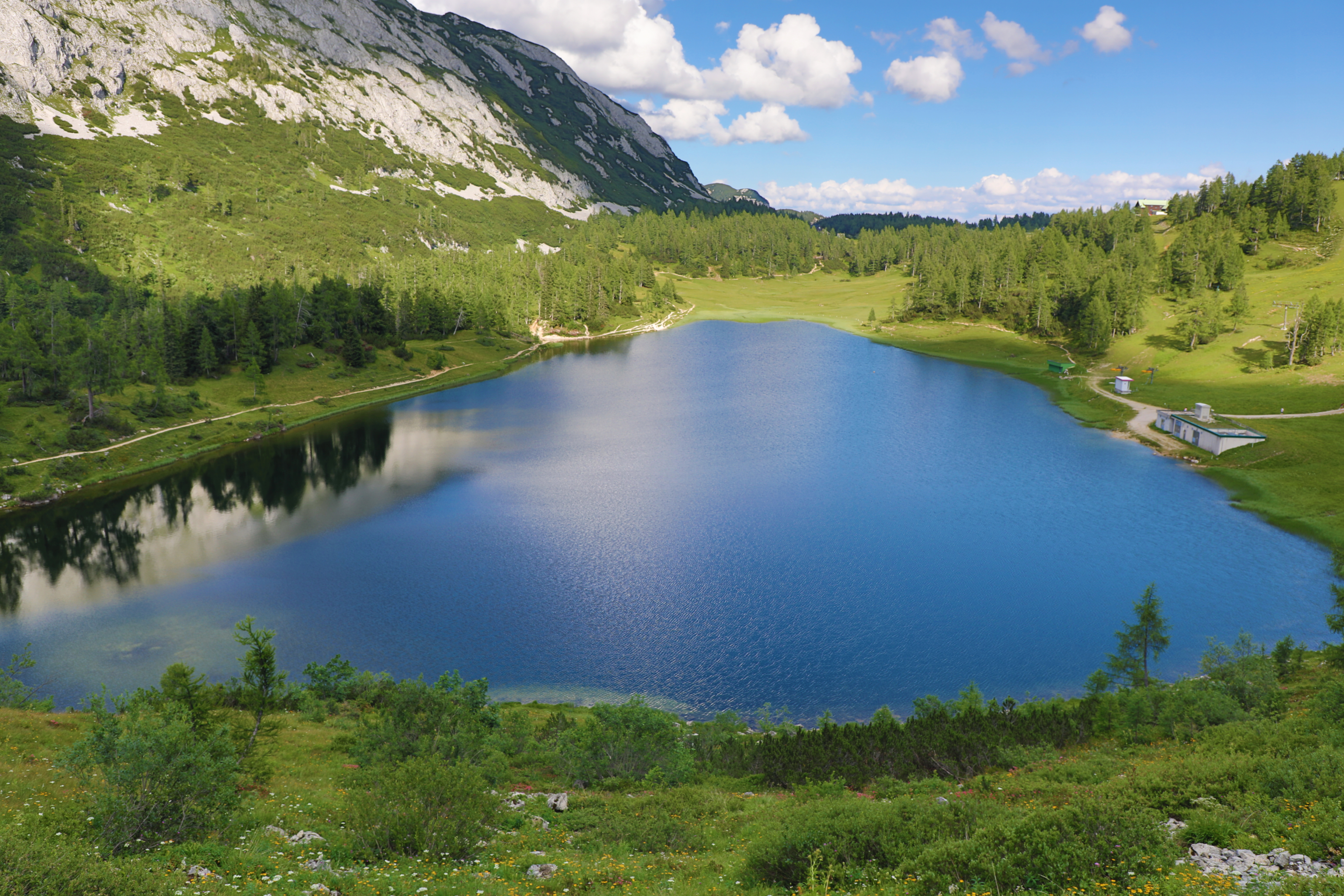
Großsee
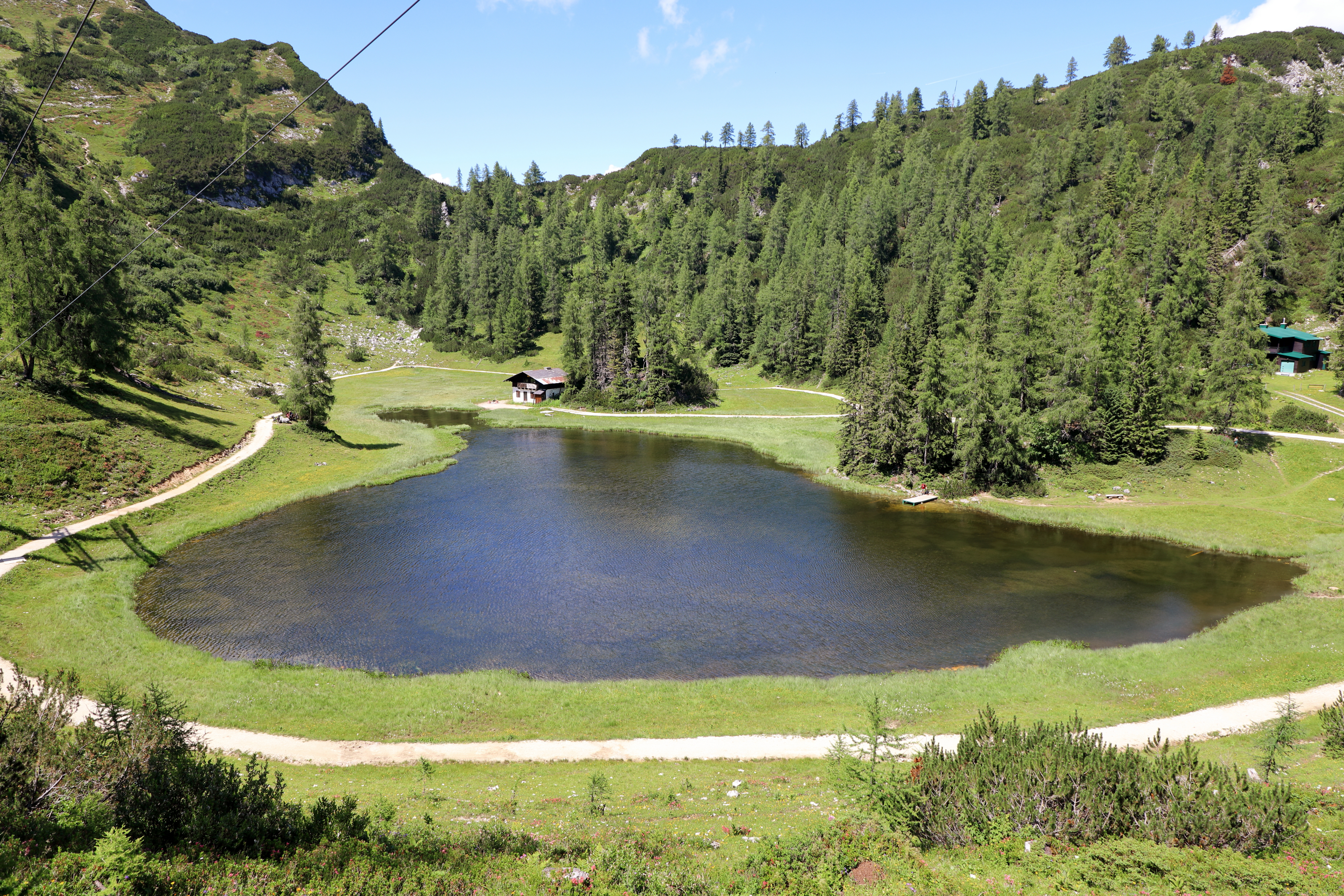
Krallersee
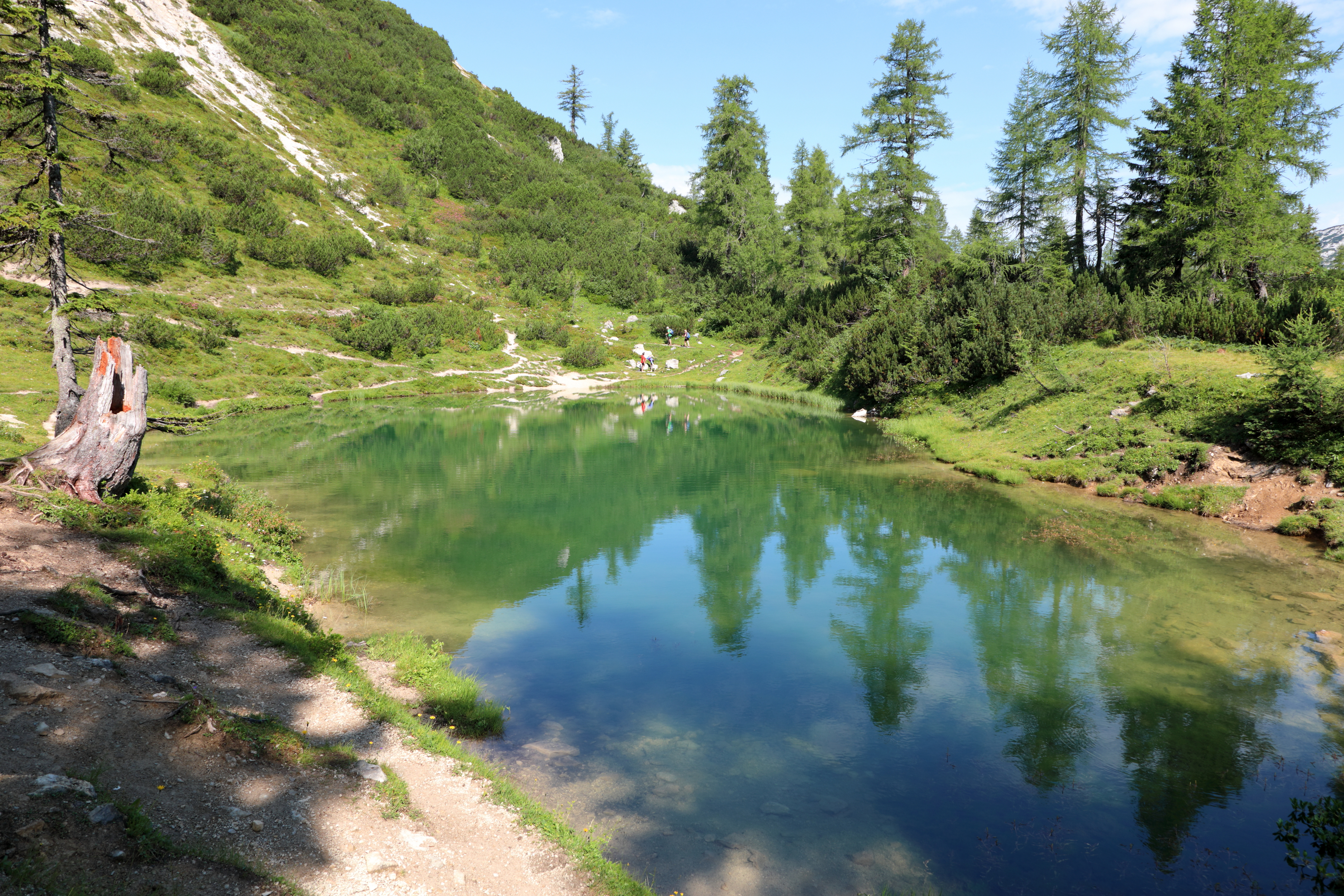
Märchensee
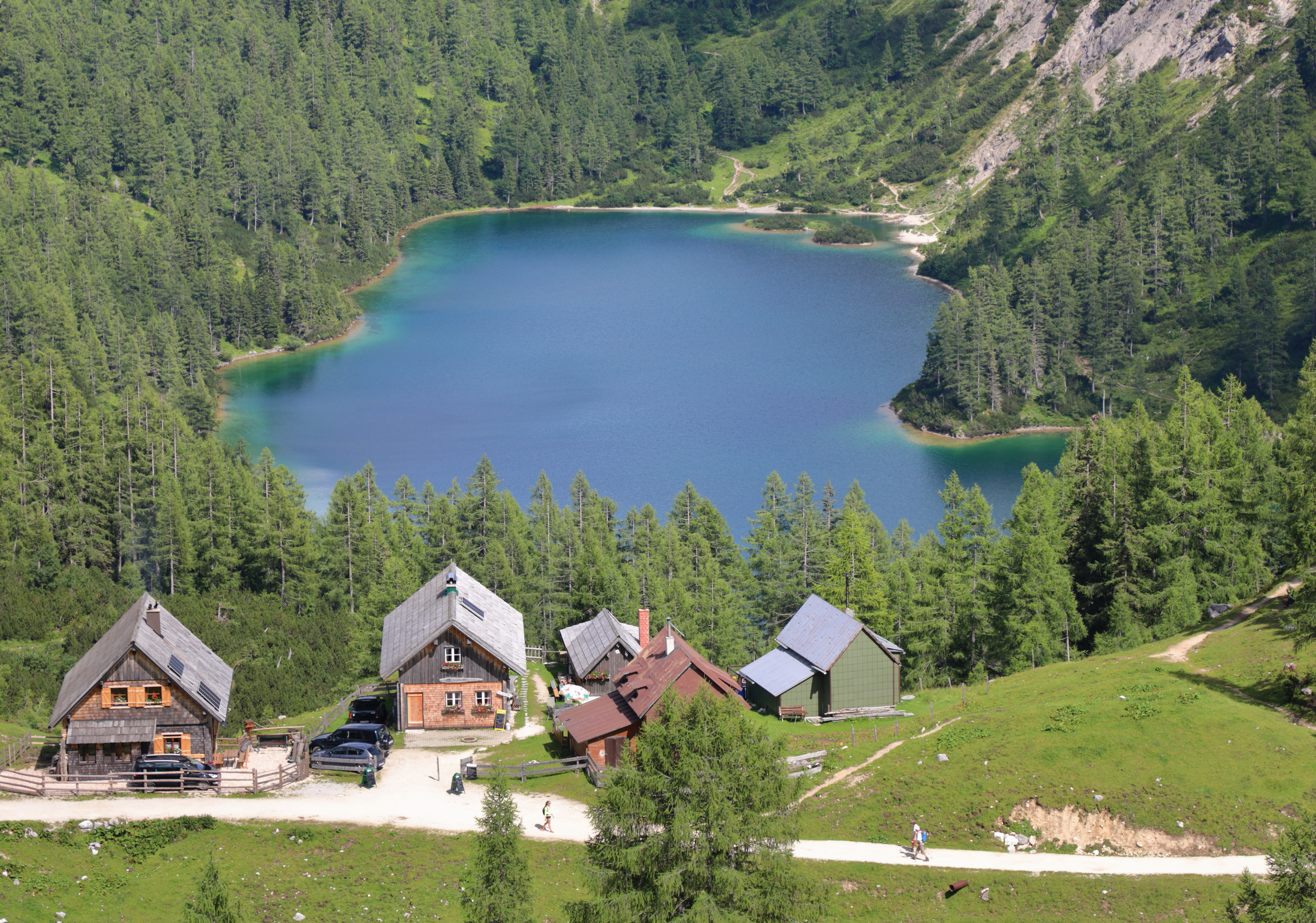
Steirersee